# Troels Boldt Rømer
Troels Boldt Rømer (født 18. august 1994) er en dansk medicinstuderende (siden 2015) ved Københavns Universitet, der fra 2017 til 2021 var formand for Ungdommens Røde Kors. Boldt Rømer er endvidere kendt som tidligere formand for Danske Skoleelever, DSE (2008-2011) og som debattør og tidligere redaktør på RÆSON (2014-2015). Han er søn af cand.scient.pol. Birgitte Rømer og journalist Allan Boldt.
Troels Boldt Rømer var aktiv i Danske Skoleelever fra 2006 til 2011 og var i 2009 desuden talsmand for kampagnen Ungvalg '09, der havde til formål at engagere unge i politik og samfundet. Han opnåede opmærksomhed i den bredere offentligheden, da han i december 2010 debatterede mod daværende undervisningsminister Tina Nedergaard i Debatten på DR 2. Troels Boldt Rømer har siden bl.a. deltaget i Lars Løkke Rasmussens Marienborg-møder i forbindelse med regeringens såkaldte 360 graders-eftersyn af folkeskolen i 2010, og været aktiv i medierne.
Halvvejs gennem Troels Boldt Rømers formandskab i Danske Skoleelever modtog organisationen i september 2009 Stinusprisen fra Danmarks Lærerforening.
Som formand for DSE (eller tilsvarende landsdækkende elevorganisationer) blev han den yngste, der nogensinde er blevet valgt til formandsposten, og længden af hans formandsperiode endte med at blive den næstlængste i elevbevægelsens historie.
Under sin tid som formand for Danske Skoleelever forholdt han sig konsekvent partipolitisk neutral, men i sommeren 2011 valgte han at melde sig ind i Danmarks Socialdemokratiske Ungdom og Socialdemokratiet.
Troels Boldt Rømer begyndte i sommeren 2011 på Rysensteen Gymnasium, men gik siden, 2012-2014, på United World College i Singapore, hvor man undervises efter IB-programmet. Han har blogget for Jyllands-Posten, skrevet klummer i ungdomsbladet Chili Magazine og været aktiv bidragsyder til RÆSON siden 2011.
Troels Boldt Rømer har været engageret i Ungdommens Røde Kors siden 2011 og blev i oktober 2016 indvalgt som medlem af foreningens landsstyrelse. Den 8. oktober 2017 blev Boldt Rømer valgt til formand for foreningen en position han bestræd i fire år frem til d. 9. oktober 2021.
Troels Boldt Rømer har tidligere arbejdet i ministersekretariatet i Undervisningsministeriet (2012) og er for tiden assistent ved Institut for Cellulær og Molekylær Medicin, Københavns Universitet samt assistent ved CAMES - Copenhagen Academy for Medical Education and Simulation.